# Arena Lublin
Die Arena Lublin ist ein Fußballstadion in der ostpolnischen Stadt Lublin, Woiwodschaft Lublin. Der Fußballverein Motor Lublin aus der höchsten Spielklasse Ekstraklasa ist der sportliche Hauptnutzer der 15.500 Sitzplätze bietenden Arena. Sie löste das Stadion MOSiR-Bystrzyca von 1961 als Heimstätte ab. Einen Teil der Kosten des städtischen Stadionprojektes wurde vom regionalen Förderungprogramm Regionalny program operacyjny (RPO) 2007–2013 und der Europäischen Union übernommen.

## Geschichte
Zunächst wollte die Stadt Lublin eines der beiden städtischen Stadien (Stadion MOSiR-Bystrzyca und Stadion Lublinianki) renovieren. Im Jahr 2010 entschied man sich für einen Stadionneubau. Der Standort liegt in der Nähe der beiden anderen Sportstätten auf dem Grund einer früheren Zuckerfabrik in der Krochmalna-Straße. Im Jahr darauf begann die Ausschreibung und das Angebot des spanischen Estudio Lamela Arquitectos aus Madrid wurde ausgewählt. Ausgeführt wurden die Arbeiten vom Generalunternehmer Budimex.
Der erste Stadionentwurf in rechteckiger Form wurde von der Stadt abgelehnt, da man sich ein runderes und glatteres Design wünschte. Während der Umgestaltung der Pläne entschied die Stadt, dass größere Gewerbeflächen hinter der Haupttribüne geschaffen werden sollen. Dies verzögerte noch einmal die Fertigstellung der Stadionpläne. Während die vorbereitenden Arbeiten am Baugrund im Dezember 2012 begannen, startete der Stadionbau Mitte Februar 2013. Ende des Jahres konnte die Betonkonstruktion des Stadions abgeschlossen werden. Die angestrebte Fertigstellung für Juni 2014 musste um zwei Monate auf August verlegt werden.
Die Spielstätte der UEFA-Stadionkategorie 3 bietet auf seinen vier überdachten Tribünen 15.500 Sitzplätze. Die Fassade wurde mit jalousieartigen Blenden verkleidet. Sie lässt sich in mehreren Farben beleuchten. Auf der Haupttribüne wurden 17 V.I.P.-Logen eingerichtet. Zwei der Logen sind im Gebrauch der Stadt. Die weiteren Logen können gemietet werden. Die Bestuhlung der Arena aus Kunststoffsitzen ist in mehreren Blautönen gehalten. Die Überdachung besteht aus zwei Teilen. Im hinteren Teil ist eine Membran gespannt und für eine bessere Tageslichtversorgung ist der vordere Teil mit transparentem Kunststoff gedeckt. Auf dem Dach sind 18 kleine Flutlichtmasten (je sieben auf Haupt- und Gegentribüne sowie je zwei auf den Hintertortribünen) installiert und bieten zusammen eine Beleuchtungsstärke von 2.000 Lux. In der nordöstlichen und der südwestlichen Stadionecke wurde unter dem Dach je eine Videoanzeigetafel montiert. Das Spielfeld aus Naturrasen ist mit einer Rasenheizung unterlegt. Um das Stadion wurden Fahrradstellplätze und 1.027 Parkplätze für die Besucher angelegt. Des Weiteren ist das Stadion unter anderem mit Konferenzräumen, Wellness-Bereich, Fitnessstudio, einem Sportgeschäft, zwei Beauty-Salons und einer Sportsbar ausgestattet.
Der Neubau soll neben dem Sport auch für verschiedene weitere Veranstaltungen genutzt werden. Dies zeigte sich schon bei der Eröffnung der Veranstaltungsstätte. Die Arena wurde gleich mit drei Veranstaltungen eingeweiht. Am 21. September 2014 war sie Standort des XI Lubelskiego Festiwalu Nauki (11. Lubliner Festival der Wissenschaft) und 25.000 Besucher kamen zu dieser Veranstaltung. Am 27. September 2014 gab es das Einweihungskonzert Talent Czy Factor bei dem Castingshow-Teilnehmer auftraten. Das erste Fußballspiel in der Lubliner Arena fand anlässlich eines U-21-Vier-Nationen-Turniers mit Polen, Italien, der Schweiz und Deutschland statt. Die Mannschaften von Polen und Italien trafen am 9. Oktober 2014 vor 13.850 Zuschauern aufeinander. Die Polen bezwangen ihre Gäste mit 2:1 Toren.
Zur Saison 2016/17 wechselte der Verein Górnik Łęczna aus der Ekstraklasa aus finanziellen Gründen vom Stadion Górnika Łęczna mit rund 7.500 Plätzen in die moderne Arena, da dort höhere Einnahmen bei den Erstligaspielen zu erzielen sind. Die Anhänger des Vereins wollen die Spiele boykottieren. Łęczna ist rund 25 bis 30 Kilometer von Lublin entfernt.
Im Juni 2017 war die Fußballarena einer der Austragungsorte der U-21-Fußball-Europameisterschaft. Es fanden drei Gruppenspiele statt.

## Galerie

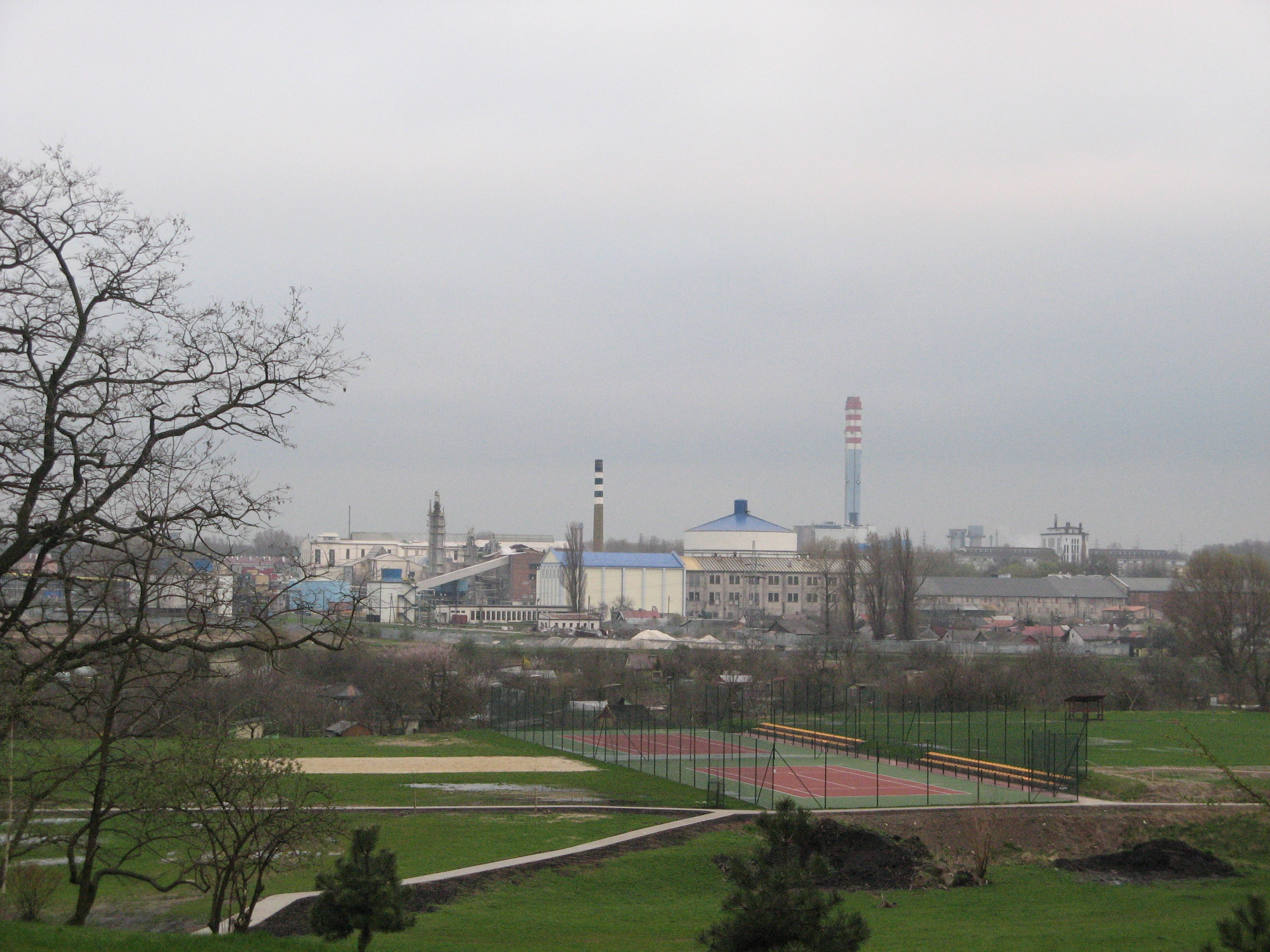
Die stillgelegte Zuckerfabrik im Jahr 2008
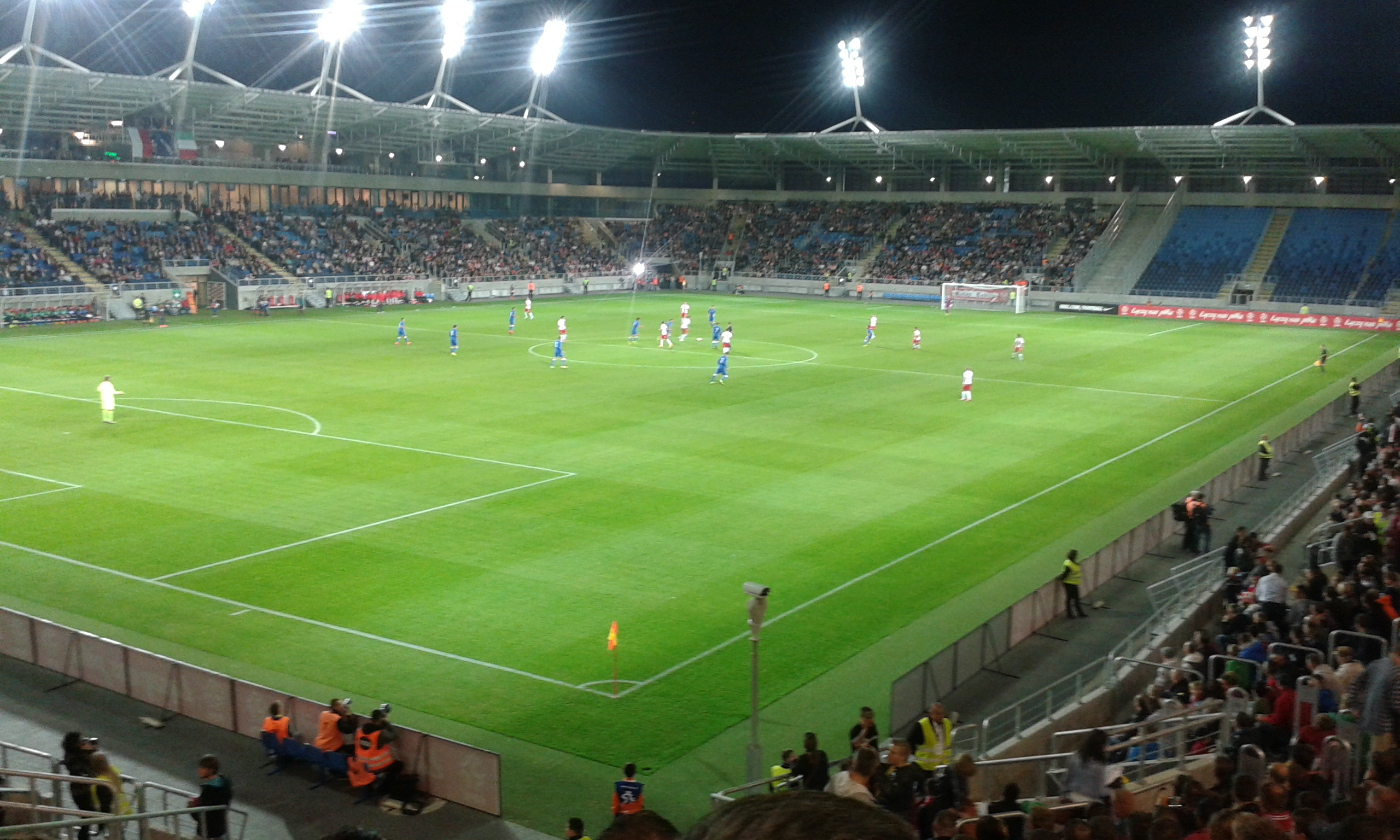
Spiel der U-21-Mannschaften von Polen und Italien am 9. Oktober 2014
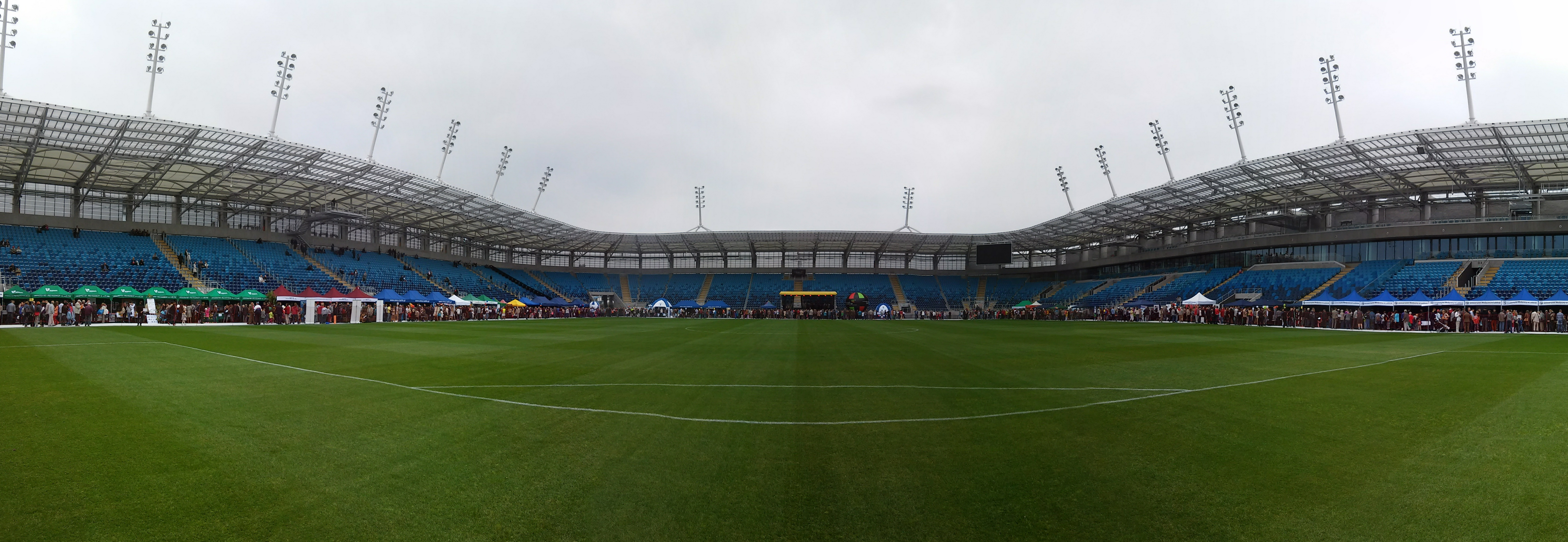
Blick auf das Spielfeld
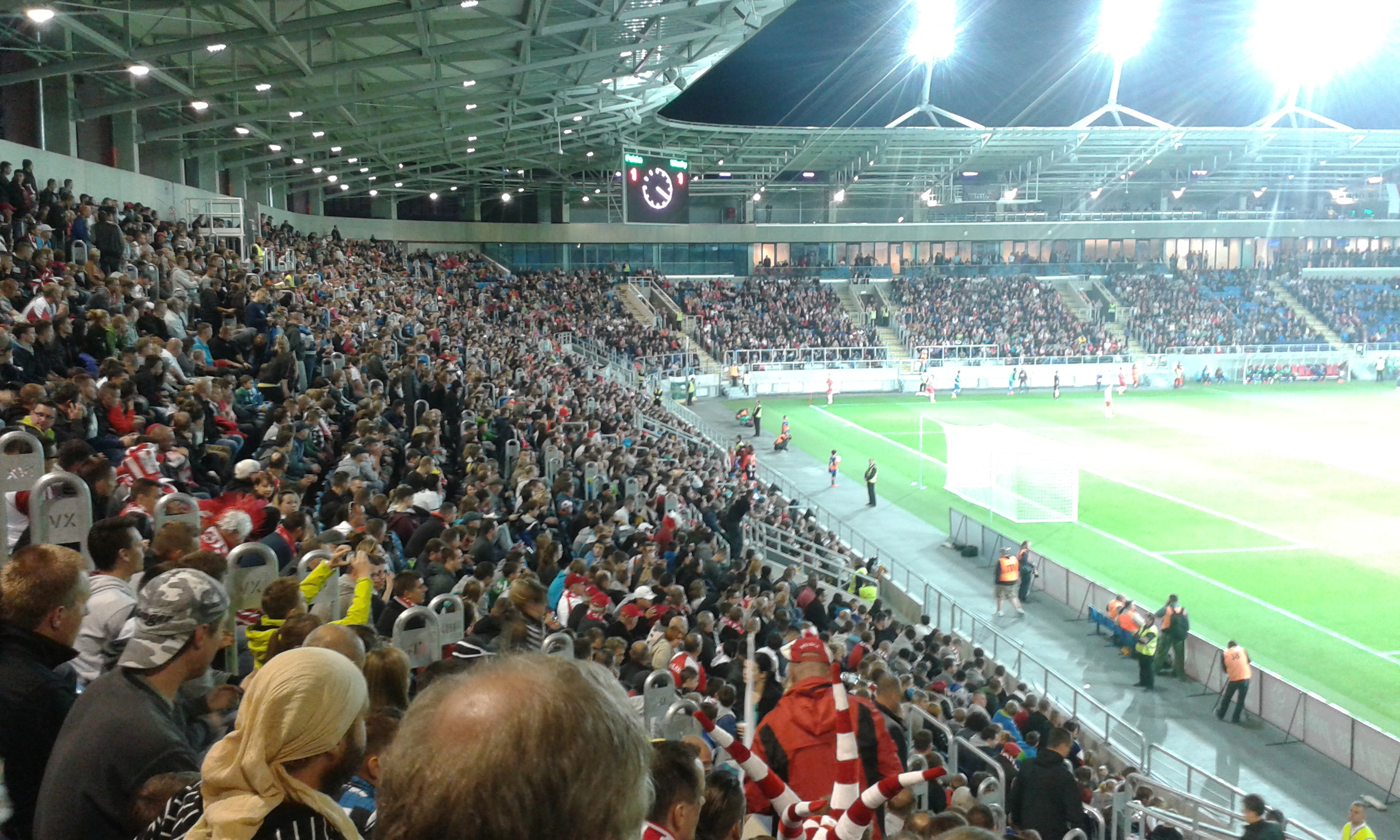
Fans auf den Tribünen
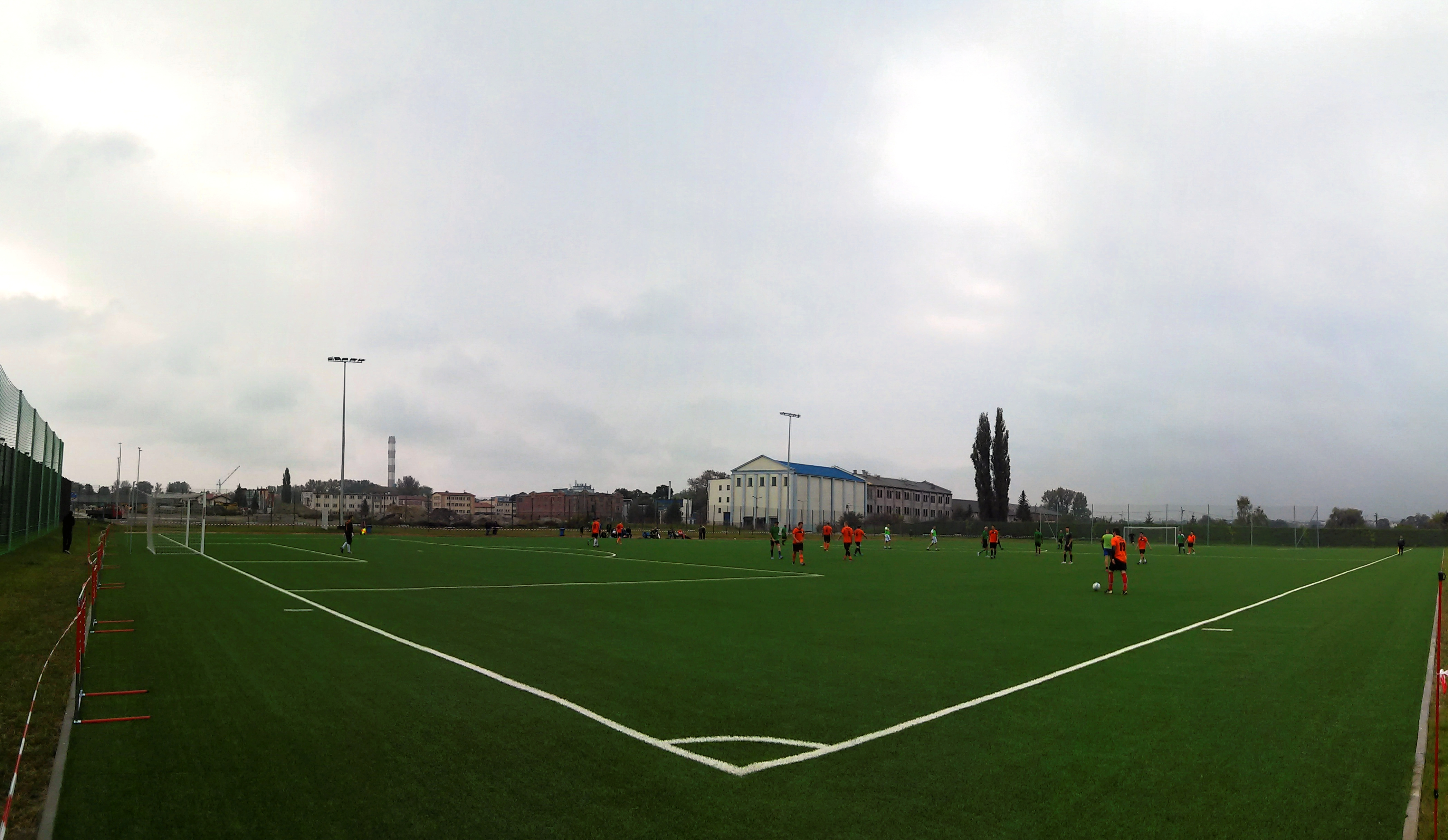
Einer der Trainingsplätze